# Mary Joe Fernández
Mary Joe Fernández (født María José Fernández den 19. august 1971 i Santo Domingo, Dominikanske Republik) er en kvindelig tidligere professionel tennisspiller fra USA.

## Tenniskarriere
Som helt ung viste hun store takter, og hun blev professionel i 1986 som blot femtenårig. Hun vandt sin første sejr i 1989 i double og nåede semifinalen i single i French Open samme år. Året efter nåede hun finalen i Australian Open, som hun dog tabte til tyske Steffi Graf, og hun sluttede året på WTA-listens fjerdeplads. Hun nåede finalen i en grand slam-turnering yderligere to gange i single i karrieren, men vandt ikke nogen af dem. Hun vandt i alt syv WTA-turneringer i single, mens det gik bedre i double, hvor hun vandt nitten turneringer (heriblandt tre grand slam) med forskellige partnere, blandt andet Lindsay Davenport.
Hun indstillede sin aktive karriere i 2000.

### OL-resultater
Ved OL 1992 i Barcelona stillede hun op i både single og damedouble. I single var hun fjerdeseedet, og hun levede op til seedningen, da hun nåede semifinalen, hvor hun tabte til Steffi Graf, der derpå tabte finalen til amerikanske Jennifer Capriati; som tabende semifinalist fik Fernandez bronze sammen med spanske Arantxa Sánchez Vicario. I double spillede hun sammen med Gigi Fernández (som hun ikke er i familie med), og de nåede finalen efter blandt andet at have besejret Graf og Anke Huber. I finalen mødte de hjemmebanefavoritterne Sánchez Vicario og Conchita Martinez, og de to amerikanere sikrede sig guldet med resultatet 7-5, 2-6, 6-2.
Ved legene fire år senere i Atlanta, stillede hun igen op i begge rækker. I single nåede hun igen semifinalen, hvor hun mødte Davenport, som var en af hendes bedste venner. Davenport vandt i to sæt og sikrede sig senere guldet ved at finalebesejre Sánchez Vicario, mens Fernández i kampen om bronzen blev besejret af tjekkiske Jana Novotná. I double spillede hun igen sammen med Gigi Fernández. Egentlig var de ikke kvalificeret, men som forsvarende mestre fik de wild card af ITF, og det udnyttede de til igen at gå i finalen, hvor modstanderne var tjekkiske Novotná og Helena Suková. De to amerikanere genvandt deres OL-guld med sejr på 7-6, 6-4; Martinez og Sáncho Vicario vandt bronze.

## Videre karriere
Fernández er efter afslutningen af sin aktive karriere blevet tv-kommentator i sin sport.